# Candida antarctica
Candida antarctica é uma espécie de levedura do gênero Candida.
Candida antarctica é uma fonte de importantes enzimas industriais. A lipase de Candida antarctica imobilizada pode ser usada para catalisar a acilação regiosseletiva de flavonóides ou a acetilação direta com ácidos fenólicos.
Esta espécie contém uma enzima lipase que é capaz de clivar ligações éster em plástico PET.